# Slag bij Brunanburh
De Slag bij Brunanburh in 937 was de laatste grootste veldslag tussen Keltische stammen en de Angelsaksen die het eiland binnendrongen. Het wordt vaak omschreven als de belangrijkste veldslag uit de Engelse geschiedenis voor Slag bij Hastings in 1066. De veldslag werd gewonnen door de Saksische koning Athelstan. De Slag bij Brunanburh is vooral bekend door een Oudengels gedicht.

## Achtergrond
De oorzaak van de veldslag vindt zijn oorsprong bij Athelstan, de kleinzoon van Alfred de Grote. Hij was de koning van Wessex en was bezig met een veroveringstocht doorheen het Britse eiland. Na zijn overwinning op de Vikingen in York (927) en een succesvolle annexatie van de Welse koningen (927) beproeft de koning van Wessex zijn geluk in Alba (934). Ook deze veldtocht was succesvol. Menig andere heerser ziet Athelstan als een bedreiging voor zijn rijk. Deze bedreiging was zo groot dat de Keltische stammen al hun verschillen (politiek, cultureel, religieus, …) opzij zetten om zich te verenigen. Onder deze heersers waren: viking Olaf Guthfrithson (koning van Dublin), Constantine II (Koning van Schotland) en Owen van Strathclyde (koninkrijk Strathclyde).
Waar de veldslag plaatsvond staat nog niet vast, maar de Amerikaanse historicus Michael Livingston denkt de plaats te hebben gevonden in het huidige Bromborough, district Wirral. Het plaatselijke archeologisch genootschap heeft veel vondsten gedaan die zijn theorie zouden moeten ondersteunen. We weten wel zeker dat de slag bij Brunanburh zou beslissen over de toekomst van Engeland. De grootste troonpretendenten waren de Angelsaksische koning Athelstan van Wessex en de Vikingkoning Olaf Ghutfrithson van Dublin, die de troon van York opeiste. Het verloop van de veldslag wordt beschreven in het gelijknamige gedicht: The battle of Brunanburh.

## Gedicht
Onderstaand fragment is afkomstig uit een gedicht, dat de veldslag beschrijft als de bloederigste veldslag uit de Engels geschiedenis. Er wordt vermeld dat de Athelstan samen met zijn broer Edmund wint, dat de Noormannen gedwongen werden terug te varen naar Dublin terwijl de lijken van hun zonen op het slagveld bleven liggen, opgegeten door de raven en wolven. Door de overwinning van Athelstan kon hij Engeland verenigen. De bevolkingsgroepen die verloren werden min of meer gedwongen in hun huidige positie.
Her æþelstan cyning, eorla dryhten,
beorna beahgifa, and his broþor eac,
Eadmund æþeling, ealdorlangne tir
geslogon æt sæcce sweorda ecgum ymbe Brunanburh. Bordweal clufan,
heowan heaþolinde hamora lafan,
afaran Eadweardes, swa him geæþele wæs
from cneomægum, þæt hi æt campe oft
wiþ laþra gehwæne land ealgodon,
hord and hamas.
De Engelse vertaling luidt:
In this year King Aethelstan, lord of warriors,
ring-giver to men, and his brother also,
Prince Eadmund, won eternal glory
in battle with sword edges around
Brunanburh. They clove the shield-wall,
they hewed battle shields with the remnants of hammers,
the sons of Eadweard, as befitted their noble descent
from their ancestors, that they should often
defend their land in battle against every hostile people,
treasure and home.